# The G.G. Shinobi
The G.G. Shinobi (ザ・GG忍?) es un videojuego de la saga Shinobi, desarrollado y publicado por Sega para Sega Game Gear. Fue publicado en 1991 como un juego exclusivo para Game Gear. La música de esta versión del juego Shinobi fue compuesta por Yuzo Koshiro.

## Historia
Rumores de terror y destrucción han dado lugar a las Ninja Valle. El Maestro de Oboro de la escuela de Shinobi envía a sus mejores estudiantes a investigar las horribles historias procedentes de las zonas suburbanas. Regresan con noticias de una poderosa fuerza oscura que ha establecido una base en Neo City.
El Maestro sabe que sólo un guerrero entrenado en el arte del Ninjutsu puede plantar cara a esta amenaza. Uno a uno sus mejores pupilos entran en City Neo para localizar y destruir la fuente del mal. Ninja Valle ha perdido el contacto con cada uno de ellos. Todos se cree que son capturados. Corresponde ahora a Joe Musashi, el Shinobi Rojo, para llevar a cabo esta misión penosa. Como el más antiguo y más fuerte de sus discípulos Ninja, Musashi debe utilizar sus habilidades especiales en el arte del Ninjutsu para lograr la libertad de sus compañeros Shinobis. Con su combinación de fuerza, pueden destruir la ciudad del miedo.

## Juego
El modo de juego de Shinobi es similar al observado en La venganza de Shinobi. El movimiento se limita a caminar, saltar y atacar. Para compensar la restricción de la acción sin embargo, Shinobi ofrece una singular mecánica para añadir variedad al modo de juego.
El objetivo del juego es liberar a los 4 ninja cautivos de la organización de delincuencia del mal: ninja rosa, ninja azul, ninja verde y ninja amarillo. Cuando se completa una etapa, el ninja liberado se une a la parte del jugador y puede ser cambiado durante el juego. Cada ninja viene equipada con una única arma, ninjitsu y habilidad. Cuando el juego comienza sin embargo, el jugador sólo puede controlar el Shinobi Rojo, y su única forma de ataque es de corto alcance katana barra. El Shinobi rosa deja caer bombas y puede subir en el techo; el Shinobi amarillo ataca con explosiones de energía y puede caminar sobre el agua; el Shinobi azul tiene un gancho de agarre que puede ser usado para golpear ciertas clavijas, y el Shinobi verde lanza shuriken y puede hacer saltos dobles. El cambio entre ninja se hace usando el menú de pausa.
El jugador puede decidir en qué orden completa los cuatro primeros niveles. Cuando todos los ninjas han sido rescatados, el enfrentamiento final tiene lugar en la quinta etapa de la ciudad de Neo.